# Radicaal 110
Radicaal 110 is een van de 23 van de 214 Kangxi-radicalen dat bestaat uit vijf strepen.
In het Kangxi-woordenboek zijn er 65 karakters die dit radicaal gebruiken.

## Karakters met het radicaal 110
| Strepen | Karakter |
| ------- | -------- |
| + 0     | 矛       |
| + 4     | 矜       |
| + 5     | 矝       |
| + 7     | 矞 矟    |
| + 8     | 矠       |
| + 20    | 矡       |

Bronskarakter
Groot zegelkarakter
Klein zegelkarakter